# Florence Ross
Florence Agnes Ross (6 de dezembro de 1870 - 10 de julho de 1949), foi uma pintora irlandesa e prima de John Millington Synge.

## Vida e família
Florence Ross nasceu em Úlster a 6 de dezembro de 1870. Ela era a mais nova dos três filhos do Rev. William Steward Ross e Agnes Ross (née Traill). Pouco depois, a família mudou-se para 3 Orwell Park, Rathgar, Dublin para viver com a sua avó materna, Sra. Anne Traill. A outra filha de Sra. Traill, a viúva Sra. Kathleen Synge, vivia ao lado em 4 Orwell Park.
Ross e o seu primo, John Millington Synge, cresceram próximos. Eles partilhavam um interesse comum em história natural e tinham-se um caderno conjunto das suas observações animais e desenhos. Na sua autobiografia, ele escreveu sobre a sua amizade com ela, destacando que a sua infância foi a mais feliz da vida. Eles não se mantiveram próximos em adultos, mas ela e a sua irmã foram à graduação dele na Trinity College, Dublin.
Em 1891, Ross viveu com os Synges em Dún Laoghaire depois da morte da sua mãe, passando os verões com eles em Castle Kevin, Annamoe, Condado de Wicklow, passando o seu tempo a desenhar. Ela juntou-se ao irmão em Tonga em 1895, onde ele era médico e ela era a sua governanta. Nos próximos onze anos, ela visitou a Nova Zelândia, Austrália e Argentina, voltando à Irlanda em 1906.
Enquanto na Irlanda, Ross viveu em Greystones, Clonlea, em várias moradas em Dublin e finalmente Blackrock. Ela tinha um clube de esboço perto de Glendalough. Ela morreu no Hospital da Real Cidade de Dublin a 10 de julho de 1949.

## Trabalho artístico
De 1906 para a frente, Ross dedicou a sua vida a pintar, primariamente paisagens em aguarelas. Como passou muito tempo no Condado de Wicklow com a sua prima Elizabeth Synge, uma grande porção do seu trabalho é de lá. Ela também viajou e esboçou nos condados de Antrim, Donegal, Dublin, Galway e Kerry. Ela exibiu com a Sociedade de Aguarela da Irlanda de 1927 a 1948, apresentando mais de 90 desenhos. De 1929 a 1938, o seu trabalho foi exibido pela Sociedade de Arte de Belfast e a Academia de Artes de Úlster, mais oito pinturas pela Royal Hibernian Academy. Os seus trabalhos eram maioritariamente paisagens, muitas incluindo edifícios. O seu trabalho não foi sujeito de muita atenção crítica. O museu e galeria de arte do condado de South Tipperary, a Galeria Hugh Lane e a coleção municipal de Waterford têm exemplos do seu trabalho.